# 羅戈韋 (新普斯科夫區)
49°37′26″N 39°2′28″E / 49.62389°N 39.04111°E
羅霍韋（烏克蘭語：Рогове）是位於烏克蘭東部的村莊，由盧甘斯克州舊比利斯克區的新普斯科夫市鎮負責管轄。該村始建於1732年，面積5.65平方公里，海拔高度68米，2001年人口706，人口密度每平方公里125人。